# Garrina paropoda
Garrina paropoda är en mångfotingart som först beskrevs av Chamberlin 1941.  Garrina paropoda ingår i släktet Garrina och familjen storjordkrypare. Inga underarter finns listade i Catalogue of Life.